# Паска (Німеччина)
Паска (нім. Paska) — громада в Німеччині, розташована в землі Тюрингія. Входить до складу району Заале-Орла. Складова частина об'єднання громад Раніс-Цигенрюк.
Площа — 6,59 км2. Населення становить 90 ос. (станом на 31 грудня 2021).

## Галерея

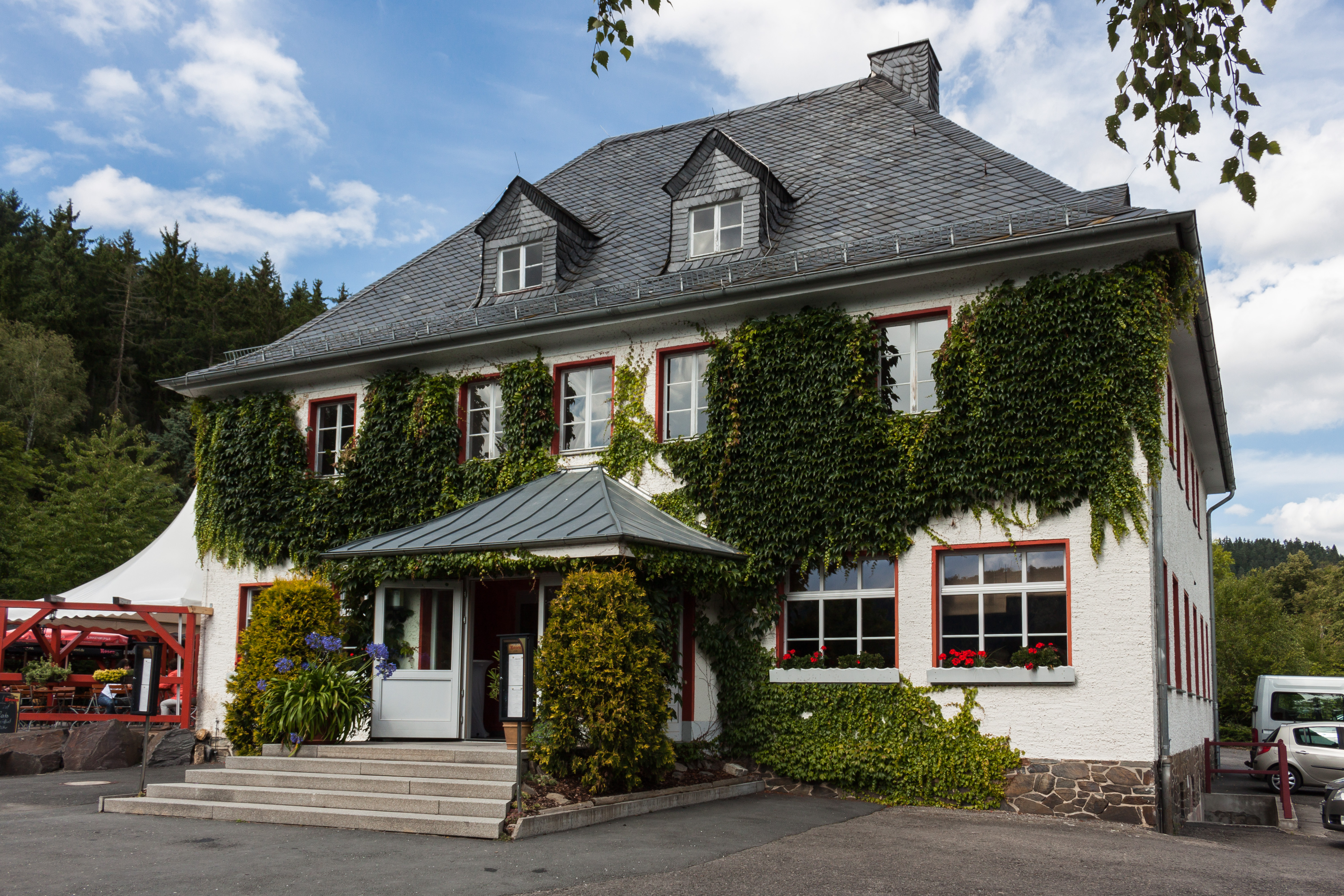